# Rhipidura fuscorufa
El abanico colicanela (Rhipidura fuscorufa) es una especie de ave paseriforme de la familia Rhipiduridae endémica del sureste de Indonesia.

## Distribución y hábitat
Se encuentra únicamente en las islas de islas Babar y las Tanimbar, en el extremo oriental de las islas menores de la Sonda. Sus hábitats son los bosques tropicales de tierras bajas y los manglares.